# Viernes de ánimas
Viernes de ánimas: El camino de las flores es una película mexicana de terror del 2009, estrenada en México en enero del 2011. Su director fue Raúl Pérez Gámez.

## Sinopsis
Andy y Hugo son amigos desde niños. Desde muchos años atrás, Andy guarda un secreto esconde un don, el cual le permite ver del otro lado de la vida hacia dónde se encarnan las almas. Hugo tiene sospechas en cuanto a la actitud de su amigo.  Dicho don o maldición (como él lo llama) da a la historia el matiz necesario para desencadenar una serie de sucesos que estremecerán a nuestro personaje. En cada esquina, en cada momento, la trama de esta película nos unirá en lo más profundo de la oscuridad y nos elevará a lo más alto del cielo mientras lleva a estos amigos a un desenlace inesperado. Una historia de ánimas, algo más allá del bien y del mal.

## Reparto
- Irán Castillo - Sirvienta
- Magda Guzmán - Doña Chelo Madre de Hugo
- Claudio Lafarga - Hugo
- Pedro Rodman - Andy
- Luciana P. Gámez- Niña Anima
- Amador Granados- El Indio
- César Manjarrez - Chofer Asesino
- Bianca Calderón - Tere
- Estela Calderón - Suleima
- Mario Limantour - Brujo

## Guion
Viernes de Ánimas tuvo como guinostas a Pedro Ramírez Ceballos, Raúl Pérez Gámez, Pedro Rodman, basado en el cuento homónimo de María del Carmen Ceballos. Viernes de ánimas está basada en las leyendas tradicionales de la comunidad pai pai del norte de México.

## Curiosidades
- El director, comenta que su interés por los monstruos y el suspenso se dio desde que era niño y se confiesa fan de Guillermo del Toro, sobre todo de la cinta Cronos”[1]
- Fue la primera película de Suspenso que realizó Irán Castillo.[2]
- Por primera vez Irán Castillo interpretó un papel que distorsionara su belleza.